# Sylvibracon filicaudatus
Sylvibracon filicaudatus är en stekelart som beskrevs av Donald L.J. Quicke 1985. Sylvibracon filicaudatus ingår i släktet Sylvibracon och familjen bracksteklar. Inga underarter finns listade i Catalogue of Life.